# Paul Sarbanes
Paul Spyros Sarbanes, né le 3 février 1933 à Salisbury, dans le Maryland, et mort le 6 décembre 2020 à Baltimore, est un avocat et homme politique américain, membre du Parti démocrate et sénateur du Maryland au Congrès des États-Unis de 1977 à 2007.

## Biographie
Paul Sarbanes est né le 3 février 1933, fils de parents immigrés de Grèce.  Diplômé de Princeton en 1954, il obtint une bourse scolaire Rhodes pour étudier à Oxford, puis termine ses études à l'école de droit d'Harvard.
En 1966, Sarbanes est élu à la Chambre des délégués du Maryland. En 1970, il est élu à la Chambre des représentants des États-Unis, réélu en 1972 et 1974, année où il rédige le premier article de la procédure d'Impeachment contre le président Richard Nixon.
En 1976, Sarbanes est élu au Sénat des États-Unis en battant le sénateur républicain sortant  John Glenn Beall, Jr.. Sarbanes sera réélu en 1982, 1988, 1994 et 2000. 
En 2005, Sarbanes annonce sa décision de ne pas se représenter en 2006. De religion grecque orthodoxe, il est marié de 1960 à 2020 à Christine Dunbar, native de Brighton en Angleterre. Ils ont trois enfants et six petits-enfants.